# سیپریان بسانگ اشو
سیپریان بسانگ اشو (انگلیسی: Cyprian Besong Ashu؛ زادهٔ ۲۱ اکتبر ۱۹۶۹) بازیکن فوتبال اهل بریتانیا است.
از باشگاه‌هایی که در آن بازی کرده‌است می‌توان به باشگاه فوتبال فورتونا دوسلدورف اشاره کرد.
وی همچنین در تیم‌های ملی فوتبال AS Inter Star, Mirbat SC, Cameroon national under-20 football team، و سودان جنوبی بازی کرده‌است.